# Мусіни-Пушкіни

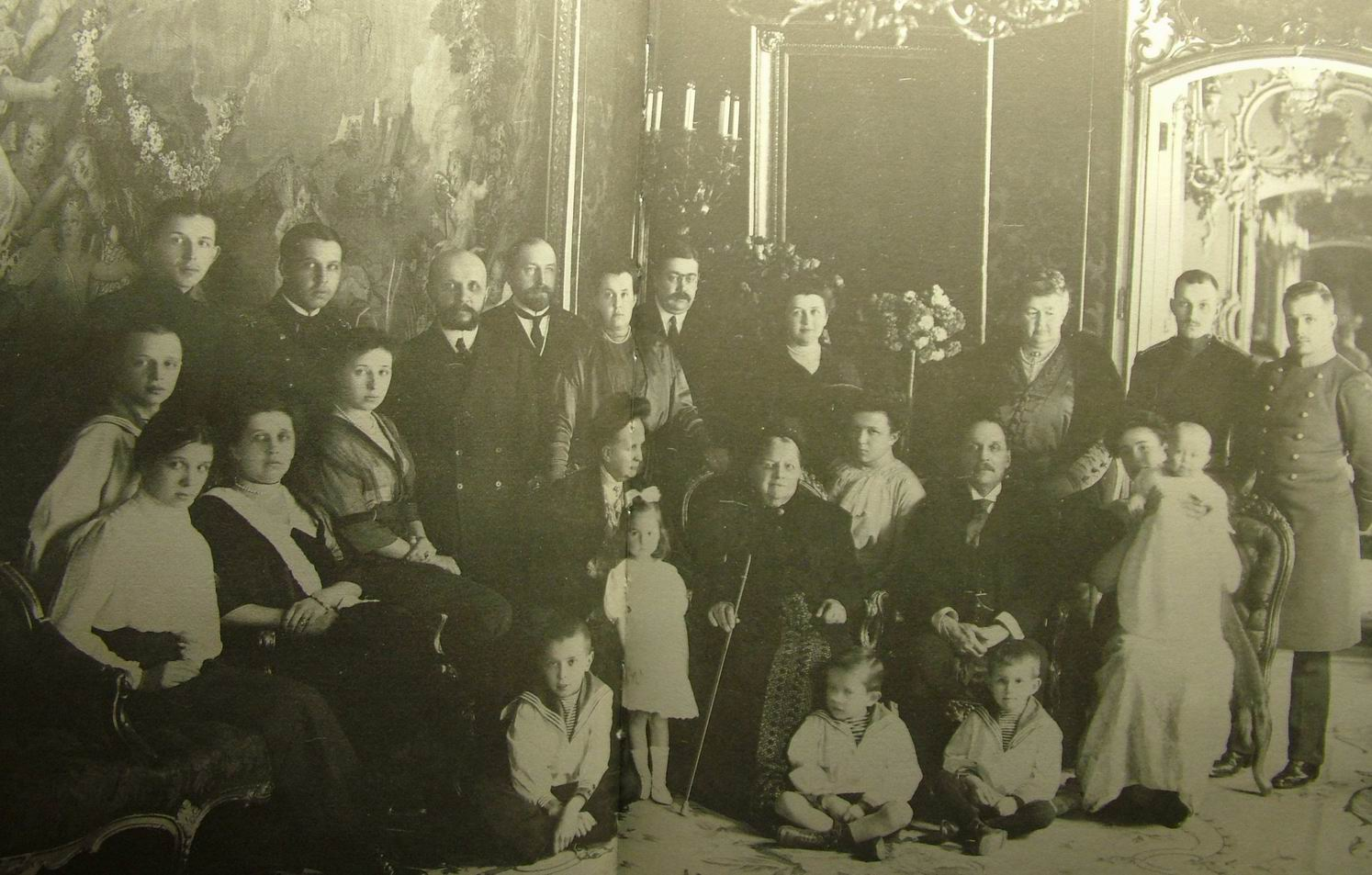
Сімейство Мусіних-Пушкіних напередодні війни. Фотографія Карла Булли(1913 рік)

Мусін-Пушкін - графський та дворянський рід.

## Походження та історія роду
Походить, за оповідями стародавніх родословців, від Семиградського вихідця знатного прусського роду в XII ст. Радші (в різних літописах ім'я згадується як Ратша, Рачша , Рачьтша, Рача) . Його нащадок в десятому коліні Михайло Тимофійович Пушкін, на прізвисько Муса, був (в XV ст.) родоначальником Мусіних-Пушкіних. У першій половині XVII ст. деякі Мусіни-Пушкіни були воєводами в невеликих містах. Лише наприкінці XVII століття рід Мусіних-Пушкіних піднявся в особі Івана Олексійовича Мусіна-Пушкіна, який був родоначальником першої графської гілки Мусіних-Пушкіних, згаслої в 1836  в особі обер-шенка графа Василя Валентиновича Мусіна-Пушкіна, одруженого з останньою графинею Брюс і який прийняв прізвище Мусін-Пушкін-Брюс.
Олексій Семенович Мусін-Пушкін († в 1817) був при Катерині II посланником в Лондоні та Стокгольмі; в 1779  він отримав графський титул Римської імперії; потомства у нього не було.
Граф Олександр Іванович Мусін-Пушкін (народився в 1827 ), онук графа Олексія Івановича - генерал-ад'ютант, генерал від кавалерії, командував військами одеського військового округу.
Рід Мусіних-Пушкіних не перервався до наших днів. В наш час[коли?] його представники проживають в Ярославській області, а також в США, Англії, Франції, Бельгії, в Африці і Австралії.
Рід Мусіних-Пушкіних внесений до V і VI частини родовідних книг Катеринославської, Казанської, Московської, Київської, Костромської, Новгородської, Оренбурзької, Санкт-Петербурзької, Тверській, Тульської та Ярославської губерній (гербовник, IV, 22 і I, 17).

## Опис герба
Щит розділений на чотири частини. У першій і четвертій частині в срібному полі зображені по одному одноглавому орлу блакитного кольору з розпростертими крилами, які тримають у правій лапі меч, а в лівій - глобус. У другій частині в срібному ж полі зображена князівська корона. У третій частині в золотому полі рука, одягнена в червоне з оголеним мечем. Над щитом шолом і над ним золота графська корона, з якої виставлена рука, одягнена в червоне з оголеним мечем. Намет на щиті блакитний з підкладкою срібного кольору.

## Відомі представники роду Мусіних-Пушкіних
- Граф Іван Олексійович, син кімнатного стольника, окольничий, потім боярин; був воєводою в 1683  в Смоленську, потім в Астрахані, де захистом жителів від бунтівних козаків та кубанців і збільшенням державних доходів здобув прихильність Петра Великого. Під час Північної війни супроводжував Петра в походах і брав участь в Полтавській битві; в 1710  пожалуваний в графи. З 1710 по 1717 роки перебував начальником Монастирського приказу; в 1711  призначений сенатором, в 1726  - доповідачем Катерини I, в 1727  - завідувачем Монетним двором. Після коронування Петра II (1728) звісток про нього немає.
- Граф Платон Іванович - навчався за кордоном; в 1716-1719 роках перебував в Голландії при послі, князю Б. І. Куракіні; в 1719  їздив в Копенгаген для навернення данського короля до союзу проти Швеції, в 1720  - в Париж, теж з дипломатичним дорученням. Пізніше був губернатором в Смоленську, Казані та Естляндії, з 1736 президентом комерц-колегії, з 1739 сенатором, начальником канцелярії конфіскації і завідувачем колегією економії. Своїм піднесенням П. І. Мусін-Пушкін був зобов'язаний А. П. Волинському, з яким був дружний, і через нього ж загинув. Звинувачений в участі у справі Волинського, він, в 1740 , був позбавлений чинів і графського титулу і, після вирізування язика, засланий в Соловецький монастир; повернутий при Єлизаветі Петрівні.[3]

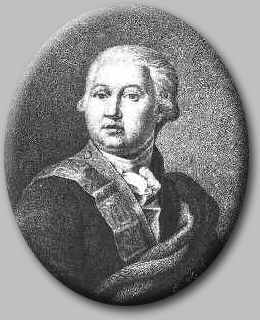
Граф Валентин Платонович Мусін-Пушкін

- Граф Валентин Платонович (1735-1804) - генерал-фельдмаршал та генерал-ад'ютант , син сенатора, потерпілого разом з кабінет-міністром А. П. Волинським в царювання Анни Іоанівни. Був віце-президентом військової колегії. В шведську війну в 1788-1789 роки двічі командував російською армією, з малими силами вмів утримати завойовані землі і фортеці, але, загалом, діяв нерішуче .
- Граф Олексій Іванович (1744-1817) - відомий археолог, член Російської академії; був обер-прокурором священного синоду, президентом Академії мистецтв та сенатором. 
 Перша з цих посад дала йому можливість черпати матеріали з найбагатших, майже незайманих скарбниць монастирів та єпархій; у Сопікова він купив всі папери Крекшина про Петра Великого; в багатьох містах у нього були комісіонери для покупки рукописів та книг. Завдяки всьому цьому його «зібрання» скоро стало вельми значним; ним користувався і Н. М. Карамзін, але тепер воно відомо тільки з розповідей, тому що більша частина його загинула в московській пожежі 1812 року, сам будинок зберігся до наших днів [6]; залишилися лише деякі речі, які на той час були в інших осіб або в його селі. 

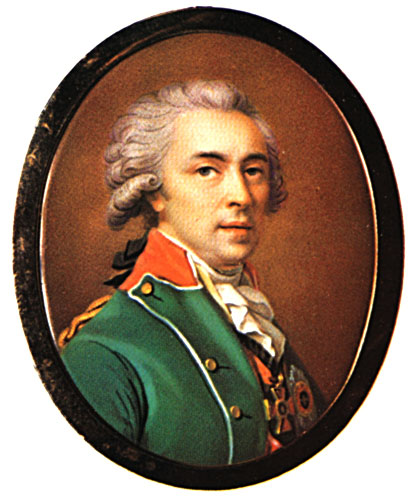
Граф Олексій Іванович Мусін-Пушкін (1790-і)

 Граф Олексій Іванович Мусін-Пушкін (1790-і) Мусіну-Пушкіну вдалося відкрити «Слово о полку Ігоревім» , найдавніший список Лаврентіївського літопису, нові списки «Руської Правди», «Заповіт Володимира Мономаха» та інше. Багато з наявних у нього рукописів А. І. Мусін-Пушкін встиг видати: «Книга Большому Чертежу» (СПб., 1792), «Руська Правда, або закони великих князів Ярослава та Володимира» (СПб., 1792 і М. 1799, разом з Болтіним і Єлагіною), «Духовна велика книга Володимира Всеволодовича Мономаха дітям своїм» (СПб., 1793), «Ироическая песнь о походе на половцев удельного князя Новгорода-Северского Игоря Святославича »(М., 1800).

Найголовніші дослідження А. І. Мусіна-Пушкіна: «Историческое исследование о местоположении древнего российского Тмутараканского княжения» (СПб., 1794); «Историческое замечание о начале и местоположении древнего российского, так называемого Холопья-города» (М., 1800); «Примечания на древние славянские месяцесловы» (в «Трудах Моск. Общ. Ист. и Др. Рос.»). Ср. Срезневский, «М. Пушкинский сборник» (СПб., 1893); «Вестник Европы» за 1813 г., ч. 72, № 21 и 22 («Записки для биографии графа А. И. Мусина-Пушкина»); «Записки и Труды Московского Общества Истории и Древней России» (1824, ч. II); «История Московского Общества Истории и Древней России», Н. Попова (М., 1884); «Библиографические Записки» (1859); «Дневник Храповицкого», изд. Барсукова; «Материалы для истории Академии художеств», П. Н. Петрова (ч. I); «Русское Обозрение» (1894, № 4).
- Граф Аполлос Аполлосович (17 лютого 1760-18 квітня 1805) - учений, відомий своїми працями в області хімії, мінералогії та фізики; колишній віце-голова Гірської колегії в Санкт-Петербурзі  ; член Лондонського королівського товариства. Після приєднання Грузії він відправився туди в 1802  для мінералогічних досліджень; в 1804  він надіслав звідти в Академію наук велике зібрання каменів і мінералів з їх описами. Список його наукових праць (більше двадцяти), починаючи з 1797, поміщений в «Biogr.-litterar. Handw ö rterbuch von Poggendorff ». Розенбергер у своїй «Історії фізики» наводить думку графа Мусіна-Пушкіна про причину звучання водневого полум'я в скляній трубці. Граф Мусін-Пушкін вважав, що звучання при цьому викликається послідовними вибухами гримучого газу. Цього пояснення деякий час дотримувалися й інші вчені.

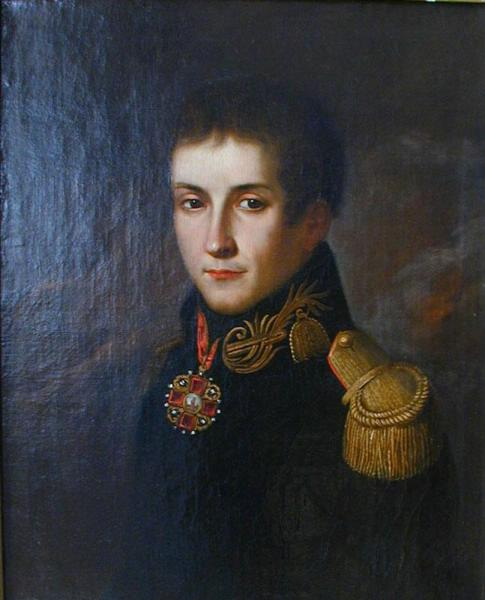
Граф Олександр Олексійович Мусін-Пушкін (1810-і)

- Граф Олександр Олексійович (1788-1813) - син Олексія Івановича, убитий в чині майора в битві під Люнебургом. Його «Щоденник», численні його вірші, переклади та історичні дослідження згоріли в Москві під час пожежі 1812 року; уцілів тільки надрукований переклад «Речи Флавиана патриарха Антиохийского к греческому императору Феодосию »(Москва, 1804 і 1813, з біографією перекладача в передмові) і збереглися звістки про його похвальні слова царям Іоанну Олексійовичу та Олексію Михайловичу, про кілька проповідей російською та французькою мовами.
- Граф Михайло Миколайович (1795-1862) - навчався в Казанському університеті, брав участь у походах 1812-1814 років. З 1829 по 1845 роки був попечителем казанського навчального округу; особливо дбав про викладання східних мов; східний факультет Казанського університету вважався при ньому розсадником російських орієнталістів. Знову було введено викладання мов: монгольської, у зв'язку з історією монголів, китайської, санскриту, вірменської і маньчжурської і значно посилено викладання арабської, перської та турецько-татарської мов. Навчання східним мовам було запроваджено і в Казанської першій гімназії. З 1845  по 1856 М. Н. Мусін-Пушкін був попечителем Санкт-Петербурзького округу, де з його ім'ям пов'язують заснування в Санкт-Петербурзькому університеті факультету східних мов, переведеного з Казані. З 1849  М. Н. Мусін-Пушкін був сенатором. Як людину і начальника, М. Н. Мусіна-Пушкіна звичайно зображують вкрай суворим, запальним, честолюбним, але в той же час добрим і прямим.